# Lijst van monarchen van Bulgarije
Dit is een lijst van monarchen van Bulgarije.
| Titel                                             | Naam                                         | Dynastie                                        | Heerschappij                                                                       |
| ------------------------------------------------- | -------------------------------------------- | ----------------------------------------------- | ---------------------------------------------------------------------------------- |
| Kan                                               | Asparoech                                    | Doelo                                           | 681 – 701                                                                          |
| Kan                                               | Tervel                                       | Doelo                                           | 701 – ca. 721                                                                      |
| Kan                                               | Kormesij                                     | Doelo                                           | ca. 721 – 738                                                                      |
| Kan                                               | Sevar                                        | Doelo                                           | 738 – 753 of 754                                                                   |
| Kan                                               | Kormisosj                                    | Vokil                                           | 753 of 754 – 756                                                                   |
| Kan                                               | Vinech                                       | Vokil                                           | 756 – 760                                                                          |
| Kan                                               | Telets                                       | Oegajn                                          | 760 – 763                                                                          |
| Kan                                               | Sabin                                        | Vokil                                           | 763 – 766                                                                          |
| Kan                                               | Oemor                                        | Vokil                                           | augustus – september 766                                                           |
| Kan                                               | Toktoe                                       | vermoedelijk Oegajn                             | 766 – 767                                                                          |
| Kan                                               | Pagan                                        | onbekende dynastie                              | 767 – 768                                                                          |
| Kan                                               | Telerig                                      | onbekende dynastie                              | 768 – 777                                                                          |
| Kan                                               | Kardam                                       | onbekende dynastie                              | 777 – 803                                                                          |
| Kan                                               | Kroem                                        | onbekend, wellicht Doelo                        | 803 – 814                                                                          |
| Kan                                               | Omoertag                                     | Kroem                                           | 814 – 831                                                                          |
| Kan                                               | Malamir                                      | Kroem                                           | 831 – 836                                                                          |
| Kan                                               | Presjan I                                    | Kroem                                           | 836 – 852                                                                          |
| Kan / Knjaz                                       | Boris I (Michaël)                            | Kroem                                           | 852 – 864 (kan) 864 – 889 (knjaz)                                                  |
| Knjaz                                             | Vladimir Rasatte                             | Kroem                                           | 889 – 893                                                                          |
| Knjaz / Žár                                       | Simeon I                                     | Kroem                                           | 893 – 913 (knjaz) 913 – 927 (tsaar)                                                |
| Tsaar                                             | Peter I                                      | Kroem                                           | 927 – 969                                                                          |
| Tsaar                                             | Boris II                                     | Kroem                                           | 970 – 971                                                                          |
|                                                   | Gezamenlijke heerschappij van de Komitopoeli |                                                 | 971 – 977                                                                          |
| Tsaar                                             | Romanus                                      | Kroem                                           | 977 – 997                                                                          |
| Tsaar                                             | Samuel                                       | Komitopoeli                                     | 997 – 1014                                                                         |
| Tsaar                                             | Gabriël Radomir                              | Komitopoeli                                     | 1014 – 1015                                                                        |
| Tsaar                                             | Ivan Vladislav                               | Komitopoeli                                     | 1015 – 1018                                                                        |
| Knjaz                                             | Prespian II                                  | Komitopoeli                                     | 1018                                                                               |
| Benoemd tijdens de opstanden tegen de Byzantijnen |                                              |                                                 |                                                                                    |
| Tsaar                                             | Peter II (Deljan)                            | Komitopoeli                                     | 1040 – 1041                                                                        |
| Tsaar                                             | Peter III (Constantijn Bodin)                | Komitopoeli                                     | 1072                                                                               |
| Tweede Bulgaarse Rijk                             |                                              |                                                 |                                                                                    |
| Tsaar                                             | Ivan Asen I                                  | Asen                                            | 1186 – 1196                                                                        |
| Tsaar                                             | (Theodoor) Peter IV                          | Asen                                            | 1186 – 1197                                                                        |
| Tsaar                                             | Ivanko                                       | Asen                                            | 1196                                                                               |
| Tsaar                                             | Kalojan                                      | Asen                                            | 1197 – 1207                                                                        |
| Tsaar                                             | Boril                                        | Asen                                            | 1207 – 1218                                                                        |
| Tsaar                                             | Ivan Asen II                                 | Asen                                            | 1218 – 1241                                                                        |
| Tsaar                                             | Kaliman I                                    | Asen                                            | 1241 – 1246                                                                        |
| Tsaar                                             | Michaël II Asen                              | Asen                                            | 1246 – ca. 1253                                                                    |
| Tsaar                                             | Kaliman II                                   | Asen                                            | 1256                                                                               |
| Tsaar                                             | Mitso Asen                                   | Mitso / Asen                                    | 1256 – 1257                                                                        |
| Tsaar                                             | Constantijn I Tich                           | Tich / Asen                                     | 1257 – 1277                                                                        |
| Tsaar                                             | Ivajlo                                       | niet uit een adellijk geslacht                  | 1278 – 1279                                                                        |
| Tsaar                                             | Ivan Asen III                                | Mitso / Asen                                    | 1279 – 1280                                                                        |
| Tsaar                                             | Joris I                                      | Terter                                          | 1280 – 1292                                                                        |
| Tsaar                                             | Smilets                                      | Smilets                                         | 1292 – 1298                                                                        |
| Tsaar                                             | Ivan Smilets                                 | Smilets                                         | 1298 – 1300                                                                        |
| Tsaar                                             | Tsjaka Nogai                                 | Tataar, afstammeling van Dzjengis Khan / Terter | 1299 – 1300                                                                        |
| Tsaar                                             | Theodoor II Svetoslav                        | Terter                                          | 1300 – 1321                                                                        |
| Tsaar                                             | Joris II                                     | Terter                                          | 1321 – 1322                                                                        |
| Tsaar                                             | Michaël III Sjisjman                         | Sjisjman / Asen                                 | 1323 – 1330                                                                        |
| Tsaar                                             | Ivan Stefanus                                | Sjisjman / Asen                                 | 1330 – 1331                                                                        |
| Tsaar                                             | Ivan Alexander                               | Sjisjman (Stratsimir)                           | 1331 – 1371                                                                        |
| Tsaar                                             | Ivan Sjisjman                                | Sjisjman (Stratsimir)                           | 1371 – 1393                                                                        |
| Tsaar                                             | Ivan Stratsimir                              | Sjisjman (Stratsimir)                           | 1356 – 1396 (in Vidin)                                                             |
| Benoemd tijdens de opstand tegen de Osmanen       |                                              |                                                 |                                                                                    |
| Tsaar                                             | Constantijn II Asen                          | Sjisjman (Stratsimir)                           | 1396 – ca. 1422 (in Vidin)                                                         |
| Tsaar                                             | Sjisjman III                                 | Sjisjman (Stratsimir)                           | 1598                                                                               |
| Knjaz                                             | Rostislav Stratimirovitsj                    | Sjisjman (Stratsimir)                           | 1686                                                                               |
| Koning                                            | Karposj                                      |                                                 | 1689                                                                               |
| Derde Bulgaarse Rijk                              |                                              |                                                 |                                                                                    |
| Knjaz                                             | Alexander I                                  | Battenberg                                      | 17 april 1879 – 26 augustus 1886                                                   |
| Knjaz / Tsaar                                     | Ferdinand I                                  | Saksen-Coburg en Gotha                          | 7 juli 1887 – 22 september 1908 (knjaz) 22 september 1908 – 3 oktober 1918 (tsaar) |
| Tsaar                                             | Boris III                                    | Saksen-Coburg en Gotha                          | 3 oktober 1918 – 28 augustus 1943                                                  |
| Tsaar                                             | Simeon II                                    | Saksen-Coburg en Gotha                          | 28 augustus 1943 – 15 september 1946                                               |